# بی‌همه‌چیز
بی‌همه‌چیز فیلمی ایرانی در ژانر درام اجتماعی به کارگردانی محسن قرائی است که در سال ۱۳۹۹ منتشر شد. این فیلم در سی و نهمین دوره جشنواره فیلم فجر حضور داشته‌است.
این فیلم که با اقتباسی آزاد از نمایشنامه مشهور ملاقات بانوی سالخورده نوشته فریدریش دورنمات ساخته شده‌است از تاریخ ۲۴ آذرماه ۱۴۰۰ در سینماهای ایران به نمایش عمومی درآمد.

## خلاصهٔ داستان
در روستایی پیش از انقلاب فردی خان‌زاده با نام امیر به عنوان قاضی محلی در روستا فعالیت می‌کند و به خاطر سابقه خوبی که داشته، مردم به او اعتماد کامل دارند و بخش مهمی از کارهای روستا را به امیر سپرده‌اند. حال پس از سال‌ها یکی از اهالی روستا با نام لی لی که از روستا به خاطر تهمت مردم به فاحشه بودن رفته، به عنوان اشراف‌زاده به روستا برمی‌گردد و به مردم وعده می‌دهد که در صورت کشتن امیر، پول زیادی به آن‌ها خواهد داد…

## بازیگران
| بازیگر           | نقش                 |
| ---------------- | ------------------- |
| پرویز پرستویی    | امیر                |
| هدیه تهرانی      | لیلا (لی‌لی) ناظریان |
| باران کوثری      | نوری                |
| هادی حجازی‌فر     | دهدار روستا         |
| مهتاب نصیرپور    | نسرین               |
| پدرام شریفی      | معلم                |
| لاله مرزبان      | آسیه                |
| بابک کریمی       | دکتر                |
| فرید سجادی حسینی | سرکار دشتکی         |
| مهدی صباغی       | اسد، خواستگار آسیه  |
| زهیر یاری        |                     |
| عیسی یوسفی‌پور    |                     |
| خسرو پسیانی      | فرخ                 |
| عرفان ناصری      |                     |
| پویا شریفی راد   |                     |

## جوایز
| مراسم            | تاریخ برگزاری | بخش                           | نامزد                    | نتیجه    | جایزه        |
| ---------------- | ------------- | ----------------------------- | ------------------------ | -------- | ------------ |
| جشنواره فیلم فجر | ۲۲ بهمن ۱۳۹۹  | بهترین فیلمنامه اقتباسی       | محسن قرایی و محمد داوودی | برنده    | سیمرغ بلورین |
| جشنواره فیلم فجر | ۲۲ بهمن ۱۳۹۹  | بهترین تدوین                  | عماد خدابخش              | برنده    | سیمرغ بلورین |
| جشنواره فیلم فجر | ۲۲ بهمن ۱۳۹۹  | بهترین موسیقی متن             | حامد ثابت                | برنده    | سیمرغ بلورین |
| جشنواره فیلم فجر | ۲۲ بهمن ۱۳۹۹  | بهترین طراحی لباس             | مارال جیرانی             | برنده    | سیمرغ بلورین |
| جشنواره فیلم فجر | ۲۲ بهمن ۱۳۹۹  | جایزهٔ ویژهٔ هیئت داوران        | محسن قرایی               | برنده    | سیمرغ بلورین |
| جشنواره فیلم فجر | ۲۲ بهمن ۱۳۹۹  | بهترین فیلم                   | جواد نوروزبیگی           | نامزدشده | سیمرغ بلورین |
| جشنواره فیلم فجر | ۲۲ بهمن ۱۳۹۹  | بهترین کارگردانی              | محسن قرائی               | نامزدشده | سیمرغ بلورین |
| جشنواره فیلم فجر | ۲۲ بهمن ۱۳۹۹  | بهترین بازیگر نقش اول مرد     | پرویز پرستویی            | نامزدشده | سیمرغ بلورین |
| جشنواره فیلم فجر | ۲۲ بهمن ۱۳۹۹  | بهترین بازیگر نقش مکمل مرد    | پدرام شریفی              | نامزدشده | سیمرغ بلورین |
| جشنواره فیلم فجر | ۲۲ بهمن ۱۳۹۹  | بهترین فیلم‌برداری             | مرتضی هدایی              | نامزدشده | سیمرغ بلورین |
| جشنواره فیلم فجر | ۲۲ بهمن ۱۳۹۹  | بهترین صدابردار               | امین میرشکاری            | نامزدشده | سیمرغ بلورین |
| جشنواره فیلم فجر | ۲۲ بهمن ۱۳۹۹  | بهترین صداگذار                | علیرضا علویان            | نامزدشده | سیمرغ بلورین |
| جشنواره فیلم فجر | ۲۲ بهمن ۱۳۹۹  | بهترین طراحی صحنه             | امیرحسین قدسی            | نامزدشده | سیمرغ بلورین |
| جشنواره فیلم فجر | ۲۲ بهمن ۱۳۹۹  | بهترین جلوه‌های ویژه بصری      | جواد مطوری               | نامزدشده | سیمرغ بلورین |
| جشنواره فیلم فجر | ۲۲ بهمن ۱۳۹۹  | بهترین تیزر و آنونس           | کیومرث بیک زند           | نامزدشده | سیمرغ بلورین |
| جشنواره فیلم فجر | ۲۲ بهمن ۱۳۹۹  | بهترین فیلم از نگاه تماشاگران | جواد نوروزبیگی           | مساوی    | سیمرغ بلورین |

## قاچاق فیلم بی همه چیز
فیلم «بی همه چیز» که پیش بینی می‌شد در اکران آنلاین با موفقیت تجاری مواجه شود، در سال 1401 هم از طریق پلتفرم‌ها عرضه نشد تا اینکه در نهایت نسخه قاچاق و البته با کیفیت آن از شبکه‌های ماهواره‌ای سر درآورد. موسسه فرهنگی امید اخباراتی (Omid Akhbarati Institute) به عنوان مالک این فیلم، اقدامات لازم برای حذف نسخه های قاچاق را انجام داد و نسخه های غیرقانونی این فیلم از بسترهایی چون یوتیوب و... حذف شدند.